# 316省道 (河南省)
河南316省道，名称为永城－开封公路，简称永开线，是一条河南省的东西向省级干线公路。S316线东起永城市芒山镇，西止开封市，途径商丘市和开封市两座省辖市。

## 路线

### 商丘段

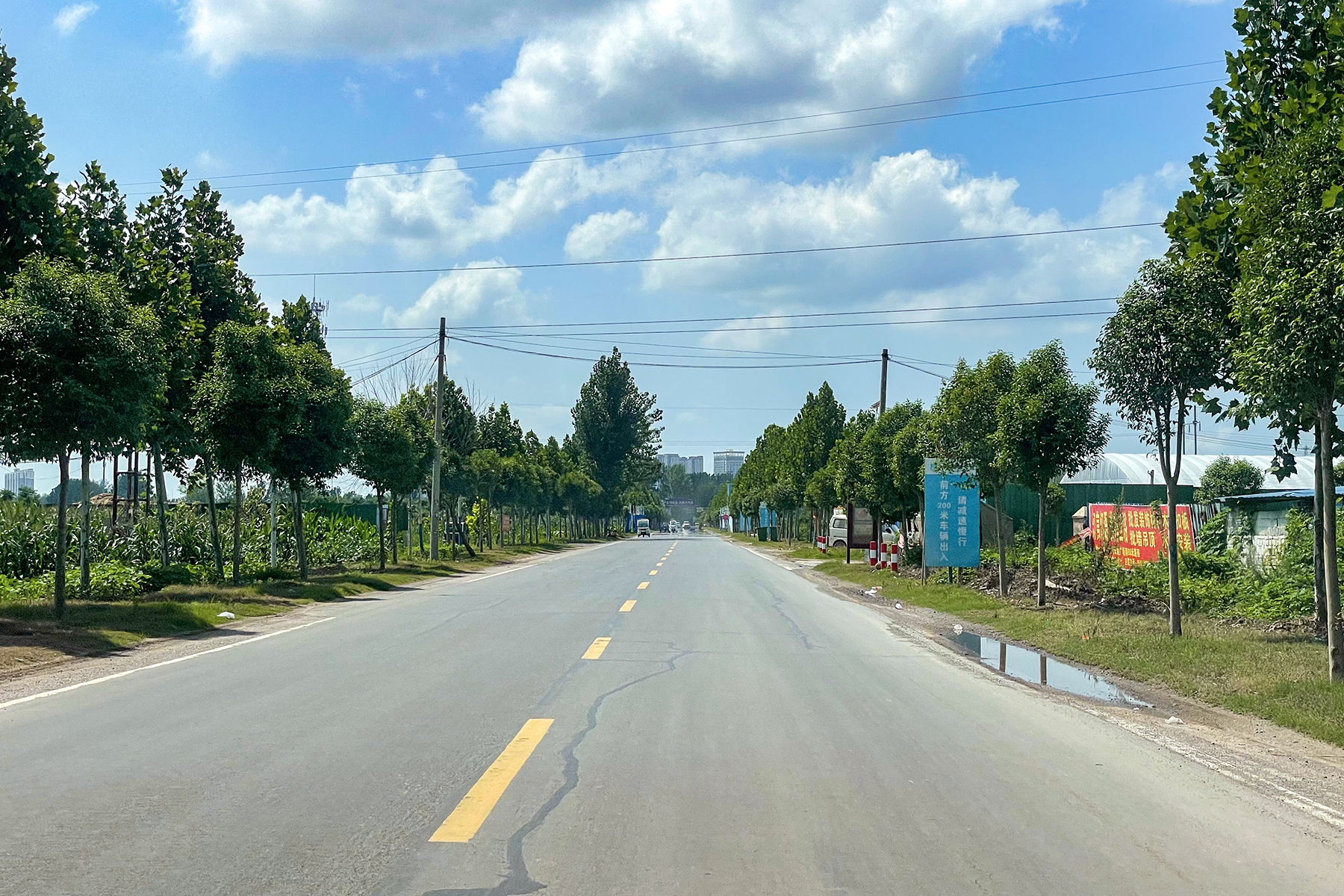
商丘睢县境内的316省道

316省道商丘段起点位于永城市与安徽省交界处，东接安徽省萧县 022县道，经过条河乡、芒山镇等乡镇，由东向西穿越永城市北部，在K16+219处进入夏邑县，途径火店镇、北岭镇、夏邑县城、何营乡和桑固乡后进入虞城县，在虞城县内途经闻集乡、站集镇、谷熟镇和店集乡后进入商丘市睢阳区，并途经闫集镇、李口镇、毛固堆乡和勒马乡等乡镇。之后向西进入宁陵县，在途经华堡镇、张弓镇后进入睢县。在睢县境内，经过周堂镇、睢县县城，止于与开封市杞县交界处（K188+383）。S316线商丘段全长188.383公里。该线为平原区二级公路，设计速度为80公里/小时，路面宽度为10.5米，路基宽度为12米，沥青混凝土路面。
316省道商丘段与下列主要干线公路相交：
- 201省道
- 202省道（K22+220）
- 202省道（K29+750）
- 206省道（K49+200）
- 319省道（K53+440）
- 317省道（K76+715）
- 208省道（K79+700）
- 317省道（K86+630）
- 105国道（K100+170）
- 207省道（K116+410）
- 211省道（K128+450）
- 220国道（K135+110）
- 212省道（K146+600）
- 343国道（K174+590）

### 开封段
316省道开封段东起杞县与睢县交界处，经裴村店乡、杞县县城、葛岗镇后进入开封市祥符区，在祥符区境内经仇楼镇、陈留镇、祥符区后进入开封市禹王台区至终点。
316省道开封段与下列主要干线公路相交：
- 106国道
- 220省道
- 218省道
- 240国道
- 大广高速（开封陈留出口）
- 310国道